# Alegeri legislative în Regatul Dalmației, 1861
Alegerile parlamentare s-au ținut în Regatul Dalmația de noul parlament format în 1861. 

## Rezultate
| Partide             | Locuri |
| ------------------- | ------ |
| Partidul Autonomist | 29     |
| Partidul Oamenilor  | 12     |
| Total               | 41     |

## Aleși reprezentativi

### Partidul Autonomist
Din Zadar
- Vittorio Bioni
- Cosimo de Begna Possedaria
- Vincenzo Duplancich
- Antonio Smirich (din 1863: Giovanni Salghetti-Drioli)
- Antonio Bajamonti
- Spiro Petrović
- Natale Filippi
- Giacomo Ghiglianovich
- Francesco Borreli

Din Split
- Leonardo Dudan
- Giorgio Giovannizio
- Luigi Lapenna
- Vincenzo degli Alberti

Din Sibenik
- Antonio Galvani

Din Makarska
- Giacomo Vucovich

Din Dubrovnik
- Giovanni Radmilli
- Luigi Serragli

Din Korcula
- Giovanni Smerchinich

Din Hvar
- Girolamo Macchiedo
- Giovanni Macchiedo
- Girolamo Vusio

Din Skradin
- Simeone Bujas
- Giovanni Marasović

Din Drnis
- Melchiorre Difnico

Din Trogir
- Antonio Radman
- Antonio Fanfogna

Din Sinj
- Josip Dešković
- Anton Buljan

Din Imotski
- Niccolò Mirossevich

### Partidul Național
Din Dubrovnik
- Miho Klaić
- Marino Giorni

Din Kotor
- Josip Gjurović (din 1863 Kosta Vojnović)
- Bernardo Verona (din 1863 Josip Banović-Damianović)

Din Benkovac
- Petar Radulović

Din Drnis
- Pane Sablić
- Kristo Kulišić

Din Vrgorac
- Miho Pavlinović

Din Cavtat
- Djure Pulić

Din Ston
- Krsto Jerković

Din Budva
- Luka Tripcović
- Stjepan Mitrov Ljubiša[1]